# 勒布雷沃当
勒布雷沃当（法語：Le Brévedent，法語發音：[lə bʁevdɑ̃] ⓘ）是法国卡尔瓦多斯省的一个市镇，属于利雪区。

## 地理
勒布雷沃当（49°13'41"N, 0°18'14"E）面积4.43 平方千米，位于法国诺曼底大区卡爾瓦多斯省，该省份为法国西北部沿海省份，北濒大西洋英吉利海峡，东北与滨海塞纳省以海上边界相接，东临厄尔省，南至奧恩省，西与芒什省接壤。
与勒布雷沃当接壤的市镇（或旧市镇、城区）包括：布朗日堡、勒福、勒潘、圣菲尔贝德尚。

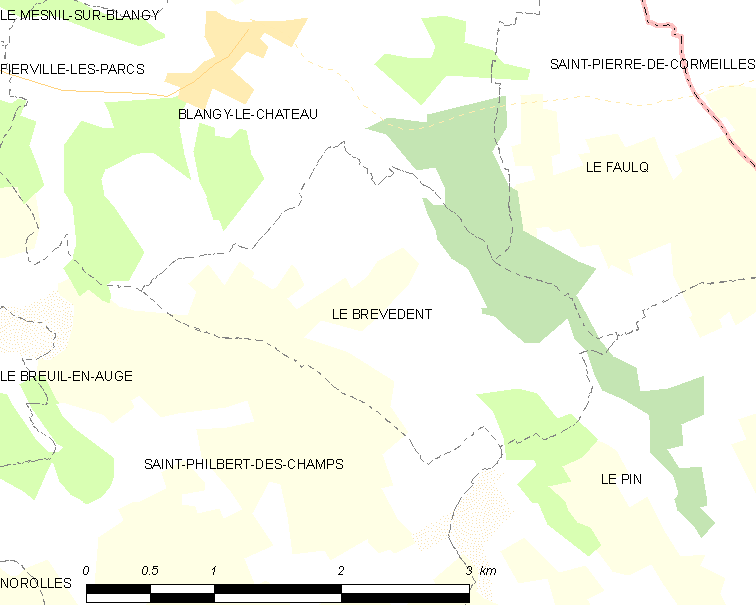
勒布雷沃当的OSM定位图

勒布雷沃当的时区为UTC+01:00、UTC+02:00（夏令时）。

## 行政
勒布雷沃当的邮政编码为14130，INSEE市镇编码为14104。

## 政治
勒布雷沃当所属的省级选区为蓬莱韦克县。

## 人口

1962-2008年间勒布雷沃当人口变化图示

勒布雷沃当于2022年1月1日时的人口数量为203人。